# NGC 6101
NGC 6101 ist die Bezeichnung eines Kugelsternhaufens im Sternbild Apus. Er hat eine scheinbare Helligkeit von 9,2 mag und einen Winkeldurchmesser von 5 Bogenminuten.
Aufgrund der südlichen Position ist er von Europa aus nicht beobachtbar.
Das Objekt wurde am 1. Juni 1826 von James Dunlop entdeckt.